# Нимроди, Яаков
Яаков Нимроди (ивр. יעקב נמרודי‎; 1 июня 1926, Багдад — 21 августа 2023, Рамат-Ган, Тель-Авивский округ) — израильский бизнесмен и бывший сотрудник израильской разведки. Нимроди, отец Офера Нимроди, был председателем газеты Маарив, которую он приобрел в 1992 году.

## Биография
Нимроди родился в 1926 году в Багдаде и вырос в нищете с девятью братьями и сестрами после того, как его семья эмигрировала в Палестину. Нимроди присоединился к Пальмаху в 1948 году в качестве офицера разведки, а затем Моссада. В 1956 году был назначен военным атташе и представителем Армии обороны Израиля в Тегеране. Находясь на этом посту, участвовал в крупномасштабных продажах оружия Ирану в 1960-х годах. «Ни один представитель Израиля в Иране во время шахского режима не был более значительным или более влиятельным, чем Нимроди» . В течение этого времени Нимроди консультировал и обучал иранскую секретную службу САВАК.
После падения иранского шаха в 1979 году Нимроди вернулся в Израиль, но продолжал участвовать в торговле оружием, включая продажу оружия Ирану в 1981 году на сумму 135 млн долларов. Нимроди играл центральную роль на ранних стадиях дела Иран-Контрас. Он опубликовал книгу об этом в 2004 году.
В 1987 году Нимроди взял под контроль Израильскую компанию по освоению земель, стоимость которой тогда составляла 26 миллионов долларов. В 1992 году Нимроди приобрел газету Маарив и стал её председателем.
Скончался 21 августа 2023 года на 98-м году жизни.

## Книги
- התקווה והמחד: פרשת איראנגייט, Маарив Паблишинг, 2004 (Ирангейт: Надежда разбита)